# Zajedalci (glive)
Zajedalci (znanstveno ime Asterophora) so rod gliv iz družine zajčkark (Lyophyllaceae). Nekoč so jih uvrščali v družino kolobarničark (Tricholomataceae), a so kasneje z uporabo molekularnih genetskih raziskav ugotovili, da so v bližnjem sorodstvu z zajčkarkami.

## Značilnosti
Zajedalci so majhne gobe z lističasto trosovnico, ki zasedajo posebno ekološko nišo, in sicer so zajedalci na drugih glivah, predvsem na tistih iz družine golobičark (Russulaceae). Poleg tega uporabljajo posebno strategijo razmnoževanja, in sicer so poleg običajnih spolnih trosov sposobne tvorjenja nespolnih trosov – klamidospor. Te so večje in odpornejše proti neugodnim razmeram ter jim omogočajo, da dolgo čakajo, da se v njihovi bližini pojavi primeren gostitelj.

## Seznam zajedalcev Slovenije[4]
- navadni zajedalec (Asterophora lycoperdoides)
- zastrti zajedalec (Asterophora parasitica)